# Aurano
Aurano là một đô thị ở tỉnh Verbano-Cusio-Ossola trong vùng Piedmont, có cự ly khoảng 130 km về phía đông bắc của Torino và khoảng 15 km về phía đông bắc của Verbania. Tại thời điểm ngày 31 tháng 12 năm 2004, đô thị này có dân số 110 người và diện tích là 21,1 km².
Aurano giáp các đô thị: Cannero Riviera, Falmenta, Intragna, Miazzina, Oggebbio, Premeno, Trarego Viggiona.